# Federico Rossi (calciatore)
Federico Rossi (Fidenza, 12 settembre 1957) è un allenatore di calcio ed ex calciatore italiano, di ruolo difensore.

## Biografia
Anche suo padre Adriano è stato un calciatore professionista.

## Carriera

### Giocatore
Ha giocato in Serie A con le maglie di Avellino (29 presenze), Fiorentina (27 presenze) e Udinese (31 presenze).

### Allenatore
Ha iniziato ad allenare a Busseto all'inizio degli anni novanta.
Nel 1999 ha allenato gli Allievi Nazionali della Cremonese in Serie B.
Dal 2006 al 2010 ha allenato il Soragna, dimettendosi nell'aprile 2010.
Nella stagione 2011-2012 è stato il vice di Fabio Brini al Pergocrema in Lega Pro Prima Divisione.

## Palmarès

### Giocatore

#### Competizioni giovanili
- Torneo di Viareggio: 1

Sampdoria: 1977